# Verhosizsemjei járás

A Verhosizsemjei járás a Kirovi területen

A Verhosizsemjei járás (oroszul Верхошижемский район) Oroszország egyik járása a Kirovi területen. Székhelye Verhosizsemje.

## Népesség
- 1989-ben 12 849 lakosa volt.
- 2002-ben 10 878 lakosa volt.
- 2010-ben 9 483 lakosa volt, melyből 9 031 orosz, 129 ukrán, 67 mari, 56 udmurt.